# Ctenophorus infans
Ctenophorus infans — вид ігуаноподібних ящірок родини агамових (Agamidae). Ендемік Австралії.

## Поширення і екологія
Ctenophorus infans мешкають в пустельних районах на півдні Західної Австралії, вздовж західної окраїни Великої пустелі Вікторія. Вони живуть серед гранітних скель.